# Rozpočet stavby
Rozpočet stavby (též položkový rozpočet, stavební rozpočet, soupis prací , nebo jen pouze rozpočet) je obecně soupis položek stavebních konstrukcí, technologií a materiálů, které jsou potřebné pro provedení stavebního díla. Slouží především pro stanovení odhadu celkových nákladů stavby, ale může být vhodně použit i jako zadání (bez cen, tzv. slepý rozpočet) pro tvorbu cenové nabídky stavebním dodavatelem či uchazečem. Ze širšího pohledu je rozpočet složený z dílčích položkových rozpočtů všech objektů/částí stavby.
Při jeho tvorbě se vychází z podrobné projektové dokumentace. Jeho nedílnou součástí je tzv. výkaz výměr, tedy přehledný způsob výpočtu množství jednotlivých položek. Rozpočet bývá uspořádán do tabulky, kde sloupce plní hodnotu nezbytných technických a cenových údajů (kód položky, popis, měrná jednotka MJ, jednotková cena...) a řádky jsou reprezentovány díly (kategorie prací), samotnými položkami a výkazem výměr.
Rozpočet stavby vytváří zpravidla rozpočtář/kalkulant, který má znalosti stavební ekonomiky a technologie staveb. V České republice se nejedná o autorizovanou profesi, jako je například autorizovaný inženýr nebo autorizovaný architekt. Může jím tak být kdokoliv a na rozdíl od autorizovaných osob nejsou kladeny na profesi rozpočtáře žádné oficiální požadavky .
Položkové rozpočty využívají pro svoji tvorbu tzv. cenové databáze, které standardizují a normalizují všechny stavební konstrukce, práce a materiály a poskytují tak jednoznačnou metodiku pro jejich použití. Díky tomu jsou rozpočty snadno čitelné odbornou veřejností. Nedílnou součástí cenových soustav jsou ceny položek, které jsou pravidelně aktualizovány. Ty umožňují jednak stanovit předpokládanou cenu stavby, ale i porovnat, zdali obdržené cenové nabídky nemají příliš velký odklon od předpokládané ceny.
V České republice se rozpočty resp. soupisy prací veřejných zakázek řídí vyhláškou č. 169/2016 Sb. , která určuje podobu i nezbytné informace, který musí takovýto položkový rozpočet obsahovat. Každá veřejná zakázka na stavební práce musí obsahovat v zadávací dokumentaci tento soupis prací . U zakázek jiných než veřejných, jsou pravidla pro podobu položkových rozpočtů individuální. V praxi se však často tyto rozpočty neliší od soupisů prací veřejných zakázek. Položkový rozpočet je nedílnou součástí Smlouvy o Dílo mezi zadavatelem (investorem) a dodavatelem (stavební firmou).

## Historie
Cena stavby byla vždy důležitým faktorem při rozhodování o realizaci. Před vznikem normativů se využívalo především odhadu nákladů (dělníků, materiálů, strojů...), později byly vytvořeny tzv. cenové databáze, které se snažily popsat a unifikovat všechny druhy stavebních a montážních prací, materiálů, strojů apod. V Československu začalo vznikat normování v průběhu 50. let 20. století, od 60. let už vznikaly konkrétní cenové databáze, které vyvíjel Ústav racionalizace ve stavebnictví .
Před nástupem informačních technologií byly cenové databáze vydávané v knižní podobě, kdy každý jednotlivý katalog byla jedna kniha. Pro ocenění větší stavby tak rozpočtář pracoval s více než desítkami knih. S dostupností počítačů a dalších digitálních technologií byla knižní podoba nahrazena databázemi přímo v odborných programech, které již obsahují základní funkce pro vytvoření položkového rozpočtu a export do elektronické podoby. Od té doby je využívání počítačových rozpočtovacích programů standardem jak pro tvorbu položkových rozpočtů, tak i pro navazující práci s nimi (kontroly, sledování realizace, controlling apod.). Výzvou pro současnou generaci rozpočtářů je využívání BIM modelů stavby pro jednodušší vytěžování výměr z projektové dokumentace a tím šetření času při tvorbě rozpočtu.

## Uspořádání rozpočtu
Pro větší přehlednost bývá položkový rozpočet rozdělený do dílčích položkových rozpočtů, tzv. objektů stavby, v případě větší podrobnosti do tzv. částí stavby. Na začátku každého (i dílčího) rozpočtu je rekapitulace a krycí list, které slouží pro přehled jednotlivých nákladů, ať už z hlediska objektů nebo typu technologie. 
Vyhláškou o podobě soupisu prací veřejných zakázek se položkové rozpočty v České republice rozlišují na:
- stavební objekty (SO), technicky samostatná část stavby, která plní vymezenou účelovou funkci [6],
- inženýrské objekty (IO), objekty dopravních a inženýrských staveb,
- provozní soubory (PS), souhrn strojů a zařízení včetně jejich montáží a inventáře, který slouží k zajištění samostatného (dílčího) technologického nebo netechnologického procesu určeného projektovou dokumentací,
- ostatní a vedlejší náklady, kam patří náklady, které se nedají vztáhnout k jednotlivým objektům (např. vedlejší rozpočtové náklady - zařízení a příprava staveniště apod.).

Každý rozpočet pak musí být zatříděn do druhu a oboru stavebnictví podle klasifikace stavebních děl a produkce, která je uveřejněna na Portálu o veřejných zakázkách spravovaném Ministerstvem pro místní rozvoj .

## Cenové soustavy a položky prací a materiálů
Cenovou soustavou se rozumí uspořádaný soubor informací o stavebních a montážních pracích, materiálech a výrobcích obsahující zatřídění položek, podrobný popis a měrnou jednotku, způsob měření a další technické a cenové podmínky pro možnost sestavení kalkulace nezbytných nákladů a stanovení jednotkové ceny .
Z toho plyne, že každá položka cenové soustavy je jednoznačně klasifikována, je dostatečně podrobně popsána její náplň, způsob použití a měření množství. Obecně se těmto souhrnným informacím říká metodika. Každá cenová soustava může mít jinou metodiku, proto se nedoporučuje, někdy dokonce i zakazuje kombinovat více cenových soustav v rámci jednoho rozpočtu.
Některé údaje položky jsou zobrazeny přímo v rozpočtu, na některé údaje se může položka odkazovat právě do metodiky cenové soustavy, ukázka položek použitých v rozpočtu:
| PČ | Typ | Kód položky | Popis položky                         | MJ | Množství | Jednotková cena | Celková cena | Cenová soustava |
| -- | --- | ----------- | ------------------------------------- | -- | -------- | --------------- | ------------ | --------------- |
| 1  | K   | 411321616   | Stropy deskové ze ŽB tř. C 30/37      | m3 | 20       | 5 130,00        | 102 600      | CS ÚRS 2024 02  |
| 2  | K   | 998011001   | Přesun hmot pro budovy zděné v do 6 m | t  | 50       | 406,00          | 20 300       | CS ÚRS 2024 02  |

Popis sloupců:
- PČ - pořadové číslo položky v rozpočtu - položky se standardně číslují od 1 do n,
- Typ položky - označuje, zdali je položka konstrukcí (K), materiálem (M), případně jestli se jedná o Díl (D),
- Kód položky - je jedinečný v rámci cenové soustavy, jedná se o důležitý údaj, díky kterému jsou snadno dohledatelné další informace o položce,
- Popis položky - jednoduše popisuje jednotlivou práci nebo materiál,
- MJ - měrná jednotka (udává, jak se matematicky spočítá množství položky),
- Množství - je nutné ho zjistit z projektové dokumentace, dodržuje se dle pravidel způsobu měření položky,
- Jednotková cena [Kč] - v cenové databázi je uvedena tzv. směrná cena. V případě, že je položkový rozpočet tvořen jako cenová nabídka, se zde nachází nabídková cena,
- Celková cena [Kč] - součin množství a jednotkové ceny
- Cenová soustava - nezbytný údaj pro zjištění, z jaké cenové soustavy položka pochází.

Je nutné zmínit, že položka obsahuje další údaje (hmotnost, hmotnost suti, normohodiny aj.).

### Měrné jednotky
Zde je přehled nejběžnějších měrných jednotek využívaných v položkových rozpočtech. Část z nich vychází přímo z SI soustavy, ale jsou zde i jednotky pro zvláštní použití:
kus – bezrozměrná jednotka prostého počtu prvků, případně poměru, zlomku
- příklad použití: počet nosníků, překladů, zásuvek, stromů apod.,

metr (m) – jednotka délky,
- délka kabelů, obrubníků, chrániček, potrubí apod.,

metr čtvereční (m²) – jednotka plochy,
- plocha omítek, zdiva, bednění stěn nebo stropů, plocha lešení apod.,

metr krychlový (m³, kubický, lidově „kubík“) – jednotka objemu, 
- objemy zeminy, betonových konstrukcí apod.,

tuna (t) – jednotka hmotnosti,
- hmotnost zeminy, suti, štěrků, výztuží do železobetonových konstrukcí apod.,

soubor – tato jednotka slouží pro popsání ucelené technologie. Je složité popsat položku s MJ soubor, proto je doporučené rozepsat její dílčí části do podrobnějších položek
- využívá se např. pro komplexní položky technologií obsahujících více částí (VZT jednotky, kotelny, rozvaděče, slaboproudé instalace apod.).

### Cena položek
Jednotkové ceny položek pocházející z cenové soustavy jsou oceněny dle jasně daných pravidel. Tato pravidla jsou uveřejněna výrobcem/poskytovatelem cenové databáze. Obecně se položky oceňují tak, že se stanoví přímé a nepřímé náklady. 
Přímé náklady jsou tvořeny za pomoci stanovení technologického postupu, potřeby strojů/technologií (jeřáby, míchačky, manipulační technika...), pracovníků, materiálů a jiných nákladů na MJ položky, což vytváří tzv. TOV položky (technologicko-organizační varianta). Pokud máme například položku Zdivo jednovrstvé tepelně izolační z cihel broušených na zdicí pěnu U přes 0,14 do 0,18 W/m2K tl zdiva 500 mm, jejím přímým nákladem jsou samotné tvárnice (klasické i rohové tl. 500mm), zdící pěna a náklady na práci (mzdy zaměstnanců). 
Mezi nepřímé náklady pak řadíme ty, které jsou nezbytné pro provedení dané práce, ale nedají se exaktně vyjádřit. Zejména se jedná o režijní náklady a také zisk. Tyto náklady včetně sazeb jsou podrobně specifikovány v metodice cenových soustav .

### Cenové soustavy
V České republice jsou pravidelně spravovány nejrůznější cenové soustavy. Některé jsou všeobecné a použitelné pro všechny typy staveb, existují však i speciální cenové soustavy, které nejsou určené stavební veřejnosti, nebo řešící pouze úzký obor stavebních činností.
| Název cenové soustavy                                         | Vydavatel                           | Zaměření          | Typ              |
| ------------------------------------------------------------- | ----------------------------------- | ----------------- | ---------------- |
| Cenová soustava ÚRS (CS ÚRS)                                  | ÚRS CZ a.s.                         | všeobecná         | komerční         |
| Cenová soustava RTS (CS RTS)                                  | RTS, a.s.                           | všeobecná         | komerční         |
| Oborový třídník stavebních konstrukcí a prací (OTSKP)         | Státní fond dopravní infrastruktury | dopravní stavby   | veřejně dostupné |
| Sborník pro údržbu a opravu železniční infrastruktury (SÚOŽI) | Státní fond dopravní infrastruktury | železniční stavby | veřejně dostupné |

### Vedlejší rozpočtové náklady
Jak bylo řečeno výše, položkový rozpočet musí obsahovat všechny náklady potřebné pro provedení stavebního díla. Ne všechny potřebné práce na stavbě je však možné vyjádřit konkrétní položkou, existuje zvláštní sada položek pro ocenění tzv. vedlejších rozpočtových nákladů (VRN). Tyto náklady jsou obecně nezbytné pro provedení stavby. Typy nejčastějších titulů nákladů dle třídníku TSKP :
- Průzkumné, geodetické a projektové práce - náklady na průzkumy (archeologické, diagnostické, restaurátorské...), zeměměřičské práce (před, během a po výstavbě) či projektové práce (dokumentace skutečného provedení, výrobní dokumentace apod.),

- Příprava staveniště - záchranné práce, přeložení konstrukcí, přestěhování lidí, zvířat apod.,
- Zařízení staveniště - přípravné práce, zřízení a odstranění vybavení zařízení staveniště a připojení na inženýrské sítě, zabezpečení, pronájmy ploch apod.,
- Inženýrská činnost - náklady na dozory, posudky, zkoušky a měření, revize, koordinační činnosti...,
- Finanční náklady - náklady na pojištění, finanční rezervy, záruky, reklamace...,
- Územní vlivy - náklady ovlivněné umístěním staveniště (vlivy klimatických podmínek, ztížené dopravní podmínky, práce na těžce přístupných místech,…),
- Provozní vlivy - náklady na přímé rušení provozu investora během realizace stavby,
- Další náklady na pracovníky - doprava zaměstnanců na staveniště, stravné, nocležné, zákonné příplatky ke mzdě apod.,
- Ostatní náklady - ostatní náklady související s objektem a provozem, havárie, živelné pohromy a ostatní náklady související s výstavbou.

Z důvodu transparentnosti položkového rozpočtu je doporučeno využívat položky z katalogu Vedlejších rozpočtových nákladů a zařazovat tyto náklady jako samostatné položky. Často se pro stanovení jejich výše využívá procentuální přirážky k celkové ceně stavebního díla.

## Typy rozpočtu dle fáze projektu
Položkový rozpočet je nejpodrobnější z dokumentů, které řeší předpokládanou cenu stavby. Díky tomu musí být vyhotovený na základě velmi podrobné projektové dokumentace, zpravidla ve fázi pro provádění stavby  resp. výrobní dokumentace. Obecným problémem, který nastává ve stavební praxi v České republice je vyhotovení položkových rozpočtů na základě méně podrobných projektových dokumentací. To má pak za následek chybějící položky pro ocenění konstrukcí, se kterými se v projektové dokumentaci nepočítalo. Toto se pak při realizaci stavby řeší tzv. dodatky rozpočtu (více níže).
Obecně platí, že čím menší je podrobnost podkladů pro vytvoření rozpočtu, tím větší může být procentuální rozdíl výsledné ceny stavby. Ani však nejpodrobnější projektová dokumentace a sebepečlivější rozpočtář nezaručuje, že cena uvedená v rozpočtu nebude ve finální ceně stavby překročena - během realizace se mohou vyskytnout nepředpokládané skutečnosti, být realizovány odchylky od projektu apod.
Odhad ceny stavby v různých fázích projektu může být rozdělen na následující typy:
- studie: velmi hrubý odhad nákladů (propočet stavby [14]), které jsou spočteny na základě objemových ukazatelů (m3 obestavěného prostoru, m2 zastavěné plochy) [15],
- projekt stavby (pro územní řízení/ stavební povolení): více přesný odhad nákladů, mohou být využity tzv. rozpočtové ukazatele [16], které již mohou být podobu položkového rozpočtu na nižší úrovni podrobnosti,
- prováděcí a výrobní dokumentace: ideální podklad pro tvorbu položkového rozpočtu,
- dokumentace skutečného provedení: dochází zde k vyhodnocení stavby - z hlediska investora (objednatele) se kontroluje rozpočet dle Smlouvy o Dílo s finálním rozpočtem vč. změn (dodatků). Z hlediska dodavatele (stavební firmy) se kontroluje kalkulace nákladů (předpoklad nákladů na stavbu) se skutečným stavem (tzv. nákladový controlling stavby).

## Zvláštní varianty rozpočtu

### Slepé rozpočty
Slepé rozpočty (bez jednotkových cen) se používají zejména pro poptávky ve výběrových řízeních na dodavatele nebo subdodavatele stavby. Jde o rozpočty, které obsahují stejné údaje jako výsledné rozpočty, avšak s vynechanými cenami (resp. fakticky s cenami nulovými). Jednotkové ceny doplní uchazeči ve výběrovém řízení. 
Tyto rozpočty, pokud jsou vytvořené pomocí rozpočtovacích programů, jsou vybavené všemi výpočetními vzorci. Uchazeč tak může zakázku ocenit buď ručně (např. přes MS Excel), nebo přes rozpočtovací program, ve kterém má všechny potřebné funkce pro snadné stanovení nabídkové ceny (poptávky materiálů a subdodávek, kalkulační funkce apod.).
Zadavatel výběrového řízení (zpravidla investor) dostává díky poskytnutí zadání uchazečům jednotný formát, který jednoduše porovná (opět buď ručně nebo s využitím rozpočtovacích programů). Pokud byl položkový rozpočet vytvořený s využitím cenové soustavy, jednoduše může ověřit nabídkové ceny uchazečů vůči směrným cenám z cenové databáze. Pokud by uchazeč poskytl cenu, která se významně liší od ceny uvedené v cenové soustavě, může zadavatel po uchazeči požadovat poskytnutí vysvětlujících informací, proč je cena tak vysoká, či tak nízká. Oba extrémy totiž nesou své nevýhody, v případě velmi nízké ceny hrozí riziko použití nekvalitních materiálů či technologií .
Poskytnutí slepých rozpočtů má velkou výhodu právě díky jednoduchosti porovnání cenových nabídek. Pokud by zadavatel neposkytl jednotný formát a požádal uchazeče o nacenění stavby svými silami, nejdou pak dodané cenové nabídky uchazečů mezi sebou samozřejmě jednoduše porovnat a hrozí v dalších fázích riziko dodatků a víceprací.

### Kontrolní rozpočty
Slepé rozpočty poskytuje zadavateli projektant, který spolu s nimi dodává i tzv. kontrolní rozpočet. Jedná se o stejný položkový rozpočet, avšak s vyplněnými jednotkovými cenami pocházející z cenové databáze. Právě s tímto oceněným rozpočtem porovnává nabídky jednotlivých uchazečů. Položky, které nepochází z cenové soustavy, musí autor rozpočtu ocenit sám, na základě podkladů a zkušeností.

### Nákladový rozpočet/nabídkový kalkulace
Položkový rozpočet se dá díky využití rozpočtovacích programů a cenových databází "rozpadnout" do jednotlivých nákladů. Při tvorbě cenových nabídek pak stavební firma využívá tyto podklady a doplňuje do kalkulace ceny, které odpovídají v daném místě a čase skutečným nákladům. Využívá k tomu funkce těchto programů, jako jsou například poptávky materiálů či subdodávek, úprava limitek (sestava sumy kategorií přímých nákladů) či nastavení kalkulačního vzorce s režiemi a ziskem.

### Výrobní kalkulace
Kalkulace se dá v průběhu realizace stavby dále doplňovat/zpřesňovat, čímž se vytváří kalkulace s aktuálními daty přímo ze stavby. V průběhu realizace tak jde kontrolovat stav i potenciální vývoj zakázky do budoucna.

### Controlling stavby
Po skončení realizace lze porovnávat tzv. skutečně vynaložené náklady s nabídkovou/výrobní kalkulací. Úspěšná zakázka je ta, kdy vynaložené náklady odpovídají předpokladu z kalkulace a výnosy jsou dle předchozích domluv. Pokud je mezi tímto zjištěný nesoulad, dá se jednoduše zjistit, jestli rozdíly vznikly na straně stavební přípravy nebo nedostatky či neočekávanými skutečnostmi při realizaci. Tímto porovnáním lze zjistit a do budoucna upravit či zpřesnit procesy týkající se tvorby nabídkové kalkulace nebo naopak vyvarovat se situacím, které může stavební firma ovlivnit při realizaci. 

### Další využití položkových rozpočtů
Položkový rozpočet lze dále využít pro sestavení dalších dokumentů:
- obchodní harmonogram stavby
- realizační harmonogram pro řízení stavby
- poptávání subdodavatelů a standardizované vyhodnocení jejich nabídek
- evidenci provedených prací (čerpání) a fakturaci
- datové propojení s firemním informačním systémem (CRM)
- kontrolní funkce pro management firmy, controlling
- kontingenční zobrazení dat napříč jednotlivými zakázkami stavební firmy pro management firmy

## Dodatky rozpočtu
V průběhu realizace stavebního díla může docházet ke změnám. Jednak jsou to změny vyvolané investorem (požadavek na jinou technologii, jiné použité (zejména finální) materiály, jiný rozsah stavby) nebo změny vyvolané přímo stavbou (rozdílné podmínky na stavbě, neočekávané změny v konstrukcích oproti předpokladu apod.).
Pokud to Smlouva o Dílo dovolí, je možné položkový rozpočet upravit tzv. změnou/dodatkem. Obecně se rozdělují dva druhy změn:
- vícepráce - dochází k navýšení ceny díla,
- méněpráce - dochází ke snížení ceny díla.

Změna, resp. změnový list má formu položkového rozpočtu, který se přidává k původnímu položkovému (smluvnímu) rozpočtu a tvoří tzv. položkový rozpočet včetně změn. Každá změna samozřejmě podléhá poměrné přísné kontrole , protože většinou navyšuje původní cenu stavby, v případě veřejných zakázek se jedná vždy o poměrně citlivé téma.
Změny mohou být z hlediska rozpočtu tohoto typu:
- úprava existujících položek - dojde k úpravě množství položky rozpočtu (např. vytěží se více zeminy, než se předpokládalo). Množství položek se může buď zvýšit nebo snížit nebo úplně vynulovat (např. v případě, kdy se položka vůbec nerealizuje).
- přidání nových položek - v tomto případě se využívají položky, které ve smluvním rozpočtu existují (např. v rámci jiných stavebních objektů), pokud ne, využívá se zpravidla přidání položky z aktuálně platné cenové databáze a pokud se jedná o natolik specifickou konstrukci či technologii, že není obsažena v cenové soustavě, může dodavatel cenu doložit dokumentem prokazující oprávněnost vynaložených nákladů (cenové nabídky, ceníky, individuální kalkulace apod.).

## Rozpočtovací software
Položkové rozpočty se vytváří pomocí specializovaných programů, které umožňují prohlížet a zapisovat položky z cenových soustav. Obsahují funkce pro tvorbu a úpravu položkových rozpočtů, často řeší i dílčí procesy týkající se tvorby výkazu výměr, odměřování z projektových dokumentací, nahrání jiných rozpočtů a export nabídkových cen do zadání apod.
Jelikož je položkový rozpočet de facto tabulka, s velkou oblibou se využívá excelovský formát XLSX jakožto nejrozšířenější a nejdostupnější formát pro prohlížení i editaci. Položkové rozpočty mohou být tvořeny i přímo v MS Excel, zejména pokud rozpočtář vytváří pouze několik rozpočtů ročně a nevyplatí se mu pořízení rozpočtovacího programu. 
V České republice je několik výrobců/dodavatelů rozpočtovacích programů, kteří jsou často zároveň i výrobci cenových soustav. Můžeme se setkat jak s malými rozpočtovacími programy pro řemeslníky či specializované firmy až po velké programy, které většinou spolupracují s informačními a ekonomickými systémy a poskytují "vše v jednom".